# St. Stephan und Magdalena (Tegernbach)

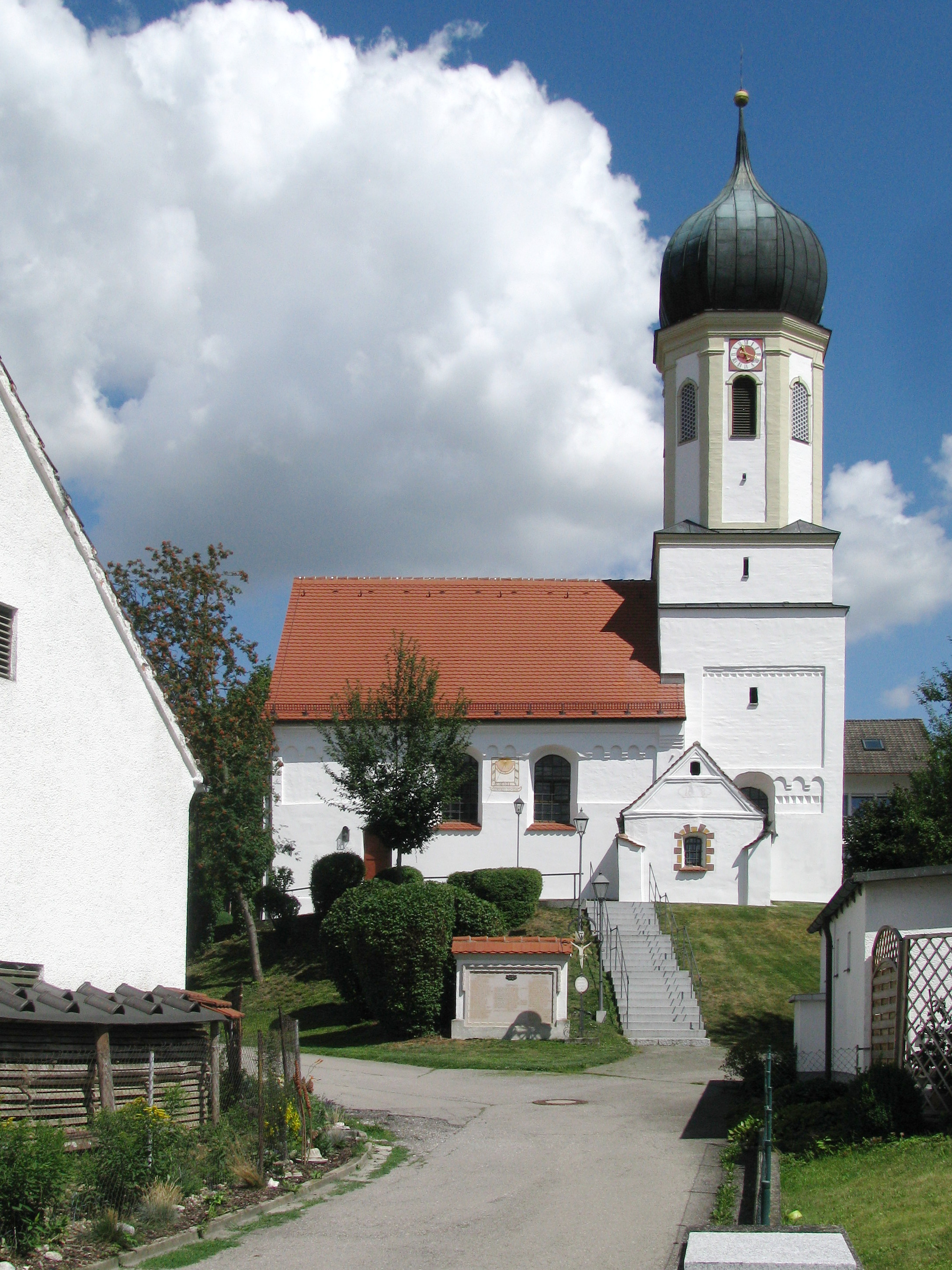
St. Stephan und Magdalena in Tegernbach

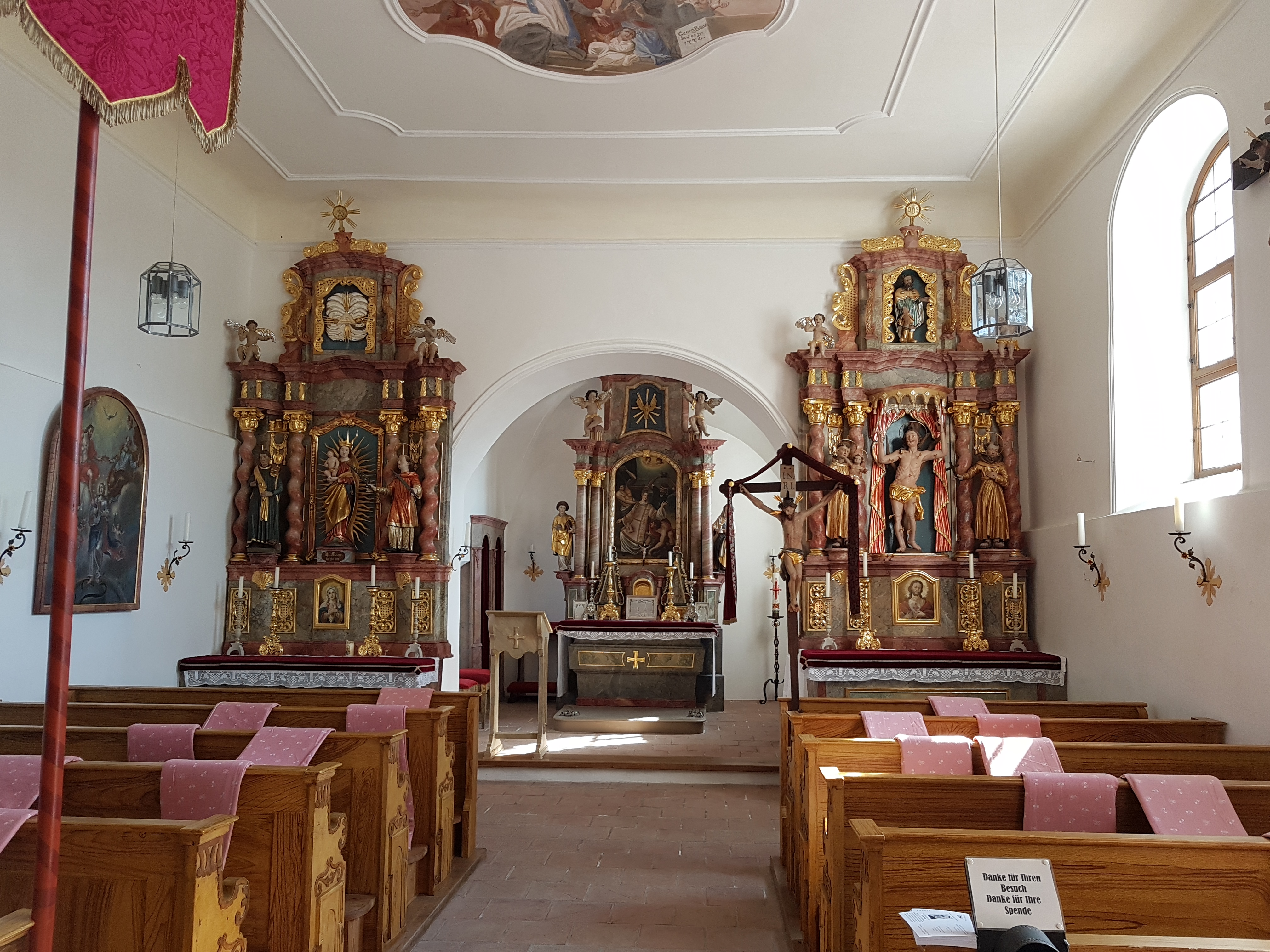
Innenraum

Die römisch-katholische Filialkirche St. Stephan und Magdalena steht in Tegernbach, einem Gemeindeteil von Mittelstetten im oberbayerischen Landkreis Fürstenfeldbruck. Sie ist in der Liste der Baudenkmäler in Mittelstetten (Oberbayern) unter der Nr. D-1-79-137-7 eingetragen. Die Kirche gehört zum Dekanat Aichach-Friedberg im Bistum Augsburg.

## Beschreibung
Die im 12./13. Jahrhundert gebaute romanische Saalkirche besteht aus dem Langhaus und dem Chorturm auf quadratischem Grundriss im Osten, der 1774 um ein achteckiges Geschoss erhöht und mit einer barocken Zwiebelhaube bedeckt wurde. In dem achteckigen Geschoss hängen zwei Glocken, und an den Außenseiten sind die Zifferblätter der Turmuhr angebracht. In der Südostecke von Langhaus und Turm ist die Sakristei angebaut.
Der Chorraum im Erdgeschoss des Turms ist mit einem Kreuzgratgewölbe überspannt. Der 1774 gebaute Hochaltar wird von den Skulpturen des Stephanus und der Maria Magdalena, den beiden Kirchenpatrone, flankiert.